# Capvespre dels Déus
Capvespre dels Déus és un teatrí realitzat per Oleguer Junyent l'any 1901 per a l'òpera de Richard Wagner amb el mateix nom. Actualment es conserva als magatzems del Centre de Documentació i Museu de les Arts Escèniques de Barcelona.
El figurí fou realitzat amb la tècnica coneguda com a cromolitografia.